# Evair Aparecido Paulino
Evair Aparecido Paulino, genannt Evair, (* 21. Februar 1965 in Ouro Fino, MG) ist ein ehemaliger brasilianischer Fußballspieler und -trainer. Er gewann in seiner Karriere verschiedene nationale sowie internationale Meisterschaften.

## Karriere

### Als Spieler
Evair begann 1984 seine Karriere beim Verein Guarani FC, wo er 21 Spiele absolvierte und 13 Tore erzielte. Im folgenden Jahr blieb er beim gleichen Verein und nahm an 32 Spielen teil, 24 Pässe endeten im Tor. 1986 war seine erfolgreichste Saison,  während der anderen drei Jahre nahm er weder an mehr Spielen teil, noch traf er häufiger ins Tor. Nach einer sehr erfolgreichen Saison nahm er nur mehr an der Hälfte der Spiele, 16 Spiele, teil und kann neun Tore aufweisen. Im letzten Jahr konnte er noch einmal sich an 24 Spielen beteiligen und erzielte 18 Tore. Nach vier Jahren, 93 gespielten Ligaspielen und 64 geschossenen Tore beendete er den Vertrag.
Nach den vier Jahren beim Verein Guarani FC wechselte er zum italienischen Verein Atalanta Bergamo, wo er von 1988 bis 1991 aktiv war. Bei diesem Verein fanden im Gegensatz zum anderen Verein auch im Winter Spiele statt, weshalb hier von Saisonen geschrieben wird. In der Saison 1988/89 nahm er an 25 Spielen teil und schoss zehn Mal ins Tor. In der nächsten Saison 1989/90 absolvierte er 19 Spiele und kann fünf Treffer aufweisen. Seine letzte Saison war von 1990 bis 1991, in welcher er sich an 32 Spielen beteiligte, zehn Pässe endeten im Tor. Nach drei Saisonen beim Verein beteiligte er sich an insgesamt 66 Spielen und erzielte 25 Tore.
1991 unterschrieb er einen Vertrag beim der SE Palmeiras, wo er 1991 nur auf der Nennliste, stand 1992 zum Ersten Mal mit dem Verein auf den Rasen. Im folgenden Jahr begann er an Spielen teilzunehmen, stand acht Mal mit der Mannschaft auf dem Rasen und erzielte zwei Tore. 13 Spiele absolvierte er 1993 und konnte für dieses Jahr 13 Toren aufweisen. Das letzte Jahr war auch sein stärkstes, nahm an 27 Spielen teil, wovon er 14 mal den Ball im Tor versenken konnte. Danach wechselte er zum japanischen Verein Yokohama Flügels, in denen er zwei Jahre lang aktiv war. Das erste Jahr war sein stärkeres. In diesem Jahr absolvierte 36 Spielen und 15 Pässe endeten im Tor. 1996 nahm er zwar an weniger, 23 Spielen teil konnte aber mehr Tore, 23 Tore, aufweisen. 
Die folgenden Jahre wechselte er im Gegensatz zu früher öfter den Verein und blieb dort nur ein Jahr. Das Jahr 1997 verbrachte er, wie alle restlichen Jahre seiner Karriere auch, in Brasilien. Dabei beteiligte er sich in diesem Jahr an 28 Spielen und konnte acht Tore erzielen. Die nächste Saison verbrachte Evair beim Verein CR Vasco da Gama, wo er sich an 28 Spielen teil und konnte achtmal den Ball ins Netz befördern. 1999 war er beim Verein Associação Portuguesa de Desportos aktiv, wo er 27 Spiele absolvierte und konnte in diesem Jahr sieben Tore aufweisen. Den Jahrtausendwechsel verbrachte er beim SE Palmeiras, wo er schon 1991 bis 1994 aktiv war, und stand 17 mal mit dem Verein auf dem Rasen, sieben Pässe endeten im Tor. 2001 unterschrieb er einen Vertrag beim Verein Goiás EC, er absolvierte 25 Spiele und schoss acht Bälle ins Tor. Ein Jahr darauf, 2002, wechselte er zum Verein Coritiba FC, wo er sich an 14 Spielen beteiligte und sechs Tore schoss. Nach dem Jahr kehrte er noch einmal für ein Jahr zum Verein Goiás EC zurück, nahm dieses Jahr an zwölf Spielen teil und traf acht Mal ins Tor. 2004 beendete er seine Karriere,  war aber in diesem Jahr noch beim Verein Figueirense FC aktiv und absolvierte er 12 Spiele und schoss drei Mal ins Tor. Nachdem Jahr beendete er seine Aktivitäten.
Von 1992 bis 1993 nahm er an acht Spielen der brasilianischen Fußballnationalmannschaft teil, in denen er sogar zwei Treffer erzielte.

### Als Trainer
2004 war ein Jahr Trainer beim Verein Vila Nova FC, ehe er eine vierjährige Pause einlegte.  Nach vier Jahren unterschrieb er  einen Trainervertrag beim Verein Anápolis FC, 2009 unterschrieb er einen Vertrag beim Verein CRA Catalano. 2010 war er Trainer von zwei Vereinen, nämlich bei Itumbiara EC und beim Verein Uberlândia EC. 2012 war er wieder Trainer des CRA Catalano. Zuletzt war er 2014 beim Ríver AC aktiv.

## Erfolge
Palmeiras
- Brasilianischer Meister: 1993, 1994
- Torneio Rio-São Paulo: 1993
- Staatsmeisterschaft von São Paulo: 1993, 1994
- Copa Libertadores: 1999

Vasco da Gama
- Brasilianischer Meister: 1997

São Paulo
- Staatsmeisterschaft von São Paulo: 2000

Nationalmannschaft
- Goldmedaille Panamerikanische Spiele: 1987